# Apple A8X
Apple A8X là một hệ thống trên chip 64 bit dựa trên ARM (SoC) được thiết kế bởi Apple Inc. và được sản xuất bởi TSMC. Nó xuất hiện lần đầu tiên trong iPad Air 2, được công bố vào ngày 16 tháng 10 năm 2014. Đây là một biến thể của A8 bên trong dòng smartphone iPhone 6 và Apple tuyên bố rằng nó có hiệu suất CPU cao hơn 40% và hiệu năng đồ họa gấp 2,5 lần so với người tiền nhiệm Apple A7.

## Thiết kế
A8X có ba nhân xung nhịp 1,5  GHz, GPU mạnh hơn so với A8 và nó chứa 3 tỷ bóng bán dẫn. Có thêm 100  MHz và một nhân bổ sung, A8X hoạt động tốt hơn khoảng 13% đơn luồng và tốt hơn 55% cho các hoạt động đa luồng so với A8 bên trong iPhone 6 và iPhone 6 Plus.
So sánh với A8 cho thấy, A8X sử dụng bộ tản nhiệt kim loại, mà A8 không có, và nó không sử dụng package on package với RAM đi kèm mà A8 làm. Điều này tương tự như cách các biến thể "X" cũ hơn, A5X và A6X. Thay vào đó, A8X trong iPad Air 2 sử dụng mô-đun RAM 2 GB bên ngoài.
Trong lần đầu tiên cho Apple, A8X được báo cáo là có GPU bán tùy chỉnh. A8X sử dụng GPU 8 nhân dựa trên kiến trúc PowerXR Series 6XT của Imagination Technologies. Thiết kế lớn nhất của Rogue là thiết kế 6 cụm, cho thấy Apple đã thực hiện các tùy chỉnh cho thiết kế để cung cấp hiệu suất cao hơn. GPU này được gọi là GXA6850, với chữ "A" biểu thị tùy chỉnh của Apple.

## Tranh chấp bằng sáng chế
Công cụ dự đoán chi nhánh của A8X đã được tuyên bố là vi phạm bằng sáng chế năm 1998. Vào ngày 14 tháng 10 năm 2015, một thẩm phán quận đã phát hiện ra Apple phạm tội vi phạm bằng sáng chế Hoa Kỳ 5781752, "Table based data speculation circuit for parallel processing computer", trên bộ xử lý Apple A7 và A8. Bằng sáng chế thuộc sở hữu của Tổ chức nghiên cứu cựu sinh viên Wisconsin (WARF), một công ty liên kết với Đại học Wisconsin. Vào ngày 24 tháng 7 năm 2017, Apple đã được lệnh phải trả 506 triệu đô la cho WARF vì vi phạm bằng sáng chế. Apple đã nộp một bản tóm tắt phúc thẩm vào ngày 26 tháng 10 năm 2017 với Tòa phúc thẩm Liên bang Hoa Kỳ, cho rằng Apple đã không vi phạm bằng sáng chế thuộc sở hữu của Quỹ nghiên cứu cựu sinh viên Wisconsin. Vào ngày 28 tháng 9 năm 2018, phán quyết đã bị đảo ngược về kháng cáo và giải thưởng bị Tòa án phúc thẩm Liên bang Hoa Kỳ gạt ra. Bằng sáng chế đã hết hạn vào tháng 12 năm 2016.

## Các sản phẩm bao gồm Apple A8X
- iPad Air 2